# Cers
Cers is een gemeente in het Franse departement Hérault (regio Occitanie). De plaats maakt deel uit van het arrondissement Béziers. Cers telde op 1 januari 2022 2.523 inwoners.

## Geografie
De oppervlakte van  bedroeg op 1 januari 2022 7,85 vierkante kilometer; de bevolkingsdichtheid was toen 321,4 inwoners per km².

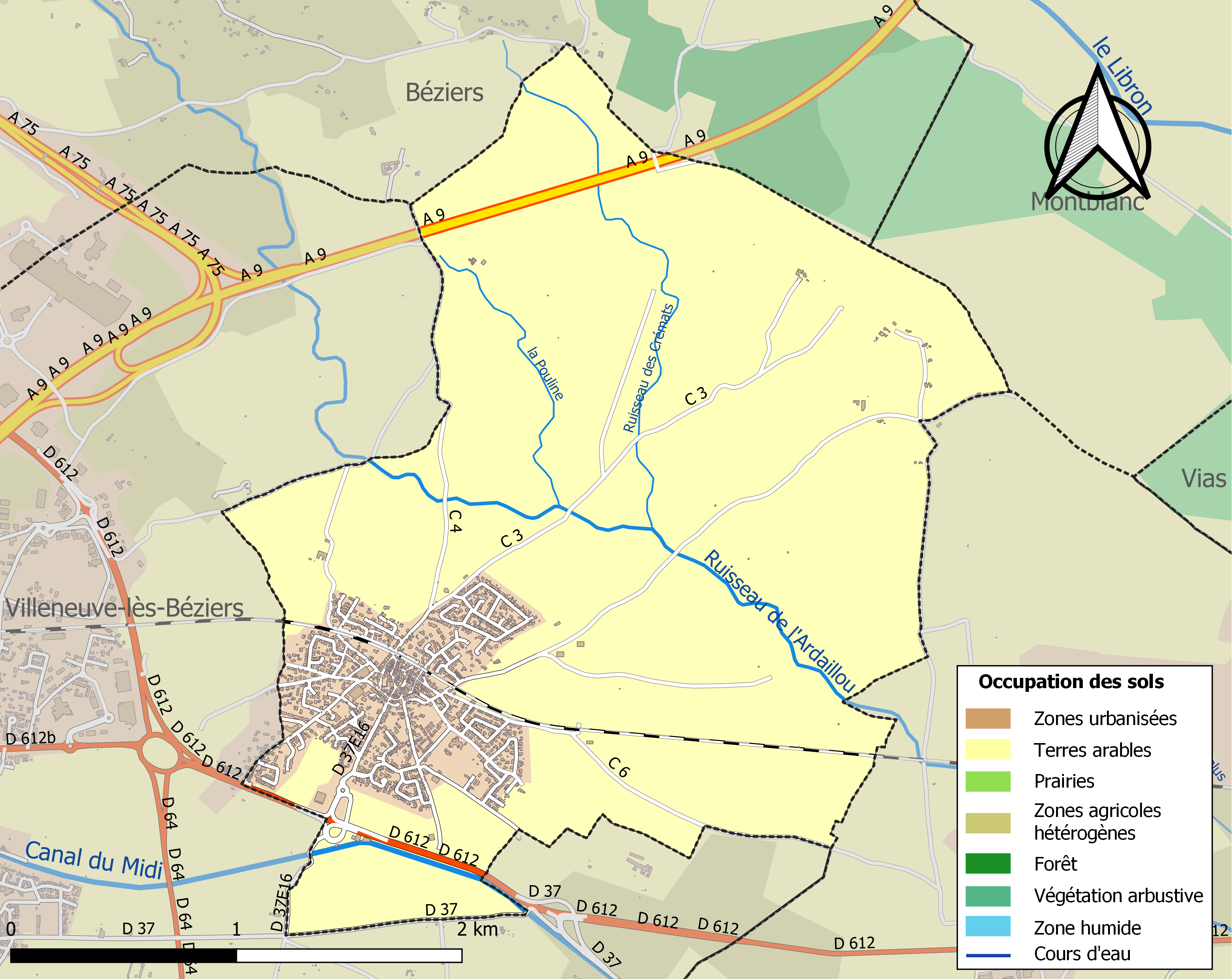
Kaart van de gemeente met belangrijkste infrastructuur, bodemgebruik en omliggende gemeenten

## Demografie
Onderstaande figuur toont het verloop van het inwonertal (bron: INSEE-tellingen).